# Cyclura ricordi
Cyclura ricordi is een hagedis uit de familie leguanen (Iguanidae). De soort is endemisch op het Caraïbische eiland Hispaniola (Dominicaanse Republiek en Haïti).
Voor zover bekend is het de enige soort uit het geslacht van de ringstaartleguanen die zijn leefgebied deelt met de neushoornleguaan (Cyclura cornuta). De natuurlijke habitat van de overgebleven populaties bestaat uit droge savanne gesitueerd in het zuidwesten van de Dominicaanse Republiek en het zuidoosten van Haïti.
Het is een bedreigde soort, onder meer door de effecten van habitatverlies als gevolg van landbouwexpansie.

## Etymologie en taxonomie
De geslachtsnaam, Cyclura, is afgeleid van het Oudgriekse kuklos (κύκλος) voor "ring" en ourá (οὐρά) voor "staart", verwijzend naar de dikke staart met het geringde kleurpatroon dat kenmerkend is voor alle ringstaartleguanen. De soortaanduiding, ricordi, is een latinisering van de achternaam van de Franse bioloog Alexandre Ricord, die in 1826 als eerste over deze hagedis schreef.
Deze leguaan werd voor het eerst als een nieuwe soort beschreven door André Marie Constant Duméril en Gabriel Bibron, die het de naam Aloponotus ricordii gaven. In 1843 bracht Leopold Fitzinger de soort onder bij het geslacht Hypsilophus, maar in 1885 plaatste Edward Drinker Cope de soort weer terug bij het geslacht Aloponotus. In 1924 werd de soort uiteindelijk toegewezen aan het geslacht Cyclura door Doris Mable Cochran.
Uit morfologische en genetische gegevens blijkt dat Cyclura ricordi het meest verwant is aan Cyclura carinata van de Turks- en Caicoseilanden.

## Uiterlijke kenmerken
Cyclura ricordi is een grote ringstaartleguaan met een lichaamslengte die varieert van 49–51 cm onder mannetjes en 40–43 cm bij vrouwtjes; de lengte van de staart is ongeveer gelijk aan de lichaamslengte. De tenen zijn zodanig gearticuleerd dat ze zeer geschikt zijn voor het graven van holen en het beklimmen van bomen.
De lichaamskleur is grijsgroen en wordt gemarkeerd door vijf tot zes brede alternerend lichtgrijs en donkergrijs getinte chevronvormige banden. Bij volwassen dieren is het contrast van de donkere chevrons minder uitgesproken dan bij de jongere dieren. De ogen hebben een donkere, bijna zwarte iris en rood sclera.
Evenals andere Cyclura-soorten vertoont Cyclura ricordi geslachtsdimorfie: de mannetjes zijn groter dan de vrouwtjes en bezitten prominentere rugkammen en grotere femorale poriën aan de onderzijde van de dijen, waarmee ze feromonen afscheiden voor het markeren van een territorium en om partners aan te trekken.

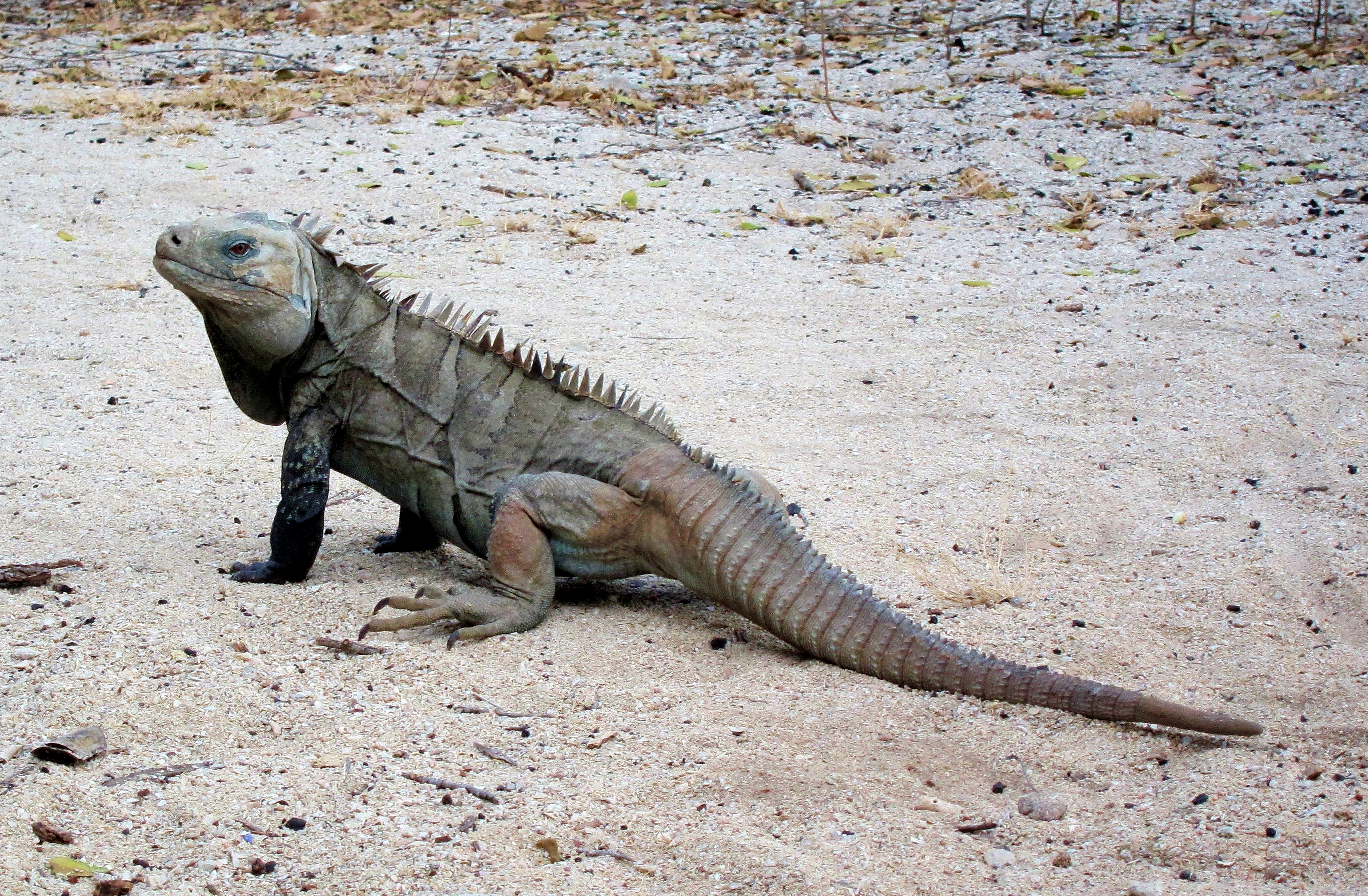
Cyclura ricordi.

Cyclura ricordi bezit een uitstekend gezichtsvermogen en kan op grote afstand beweging en vormen waarnemen. De zintuigcellen in de ogen, de zogeheten "dubbele kegeltjes", bieden een goed ontwikkeld vermogen tot kleuren zien en stelt de leguanen ook in staat ultraviolette golflengten waar te nemen. Hiermee kan de leguaan de locaties met het meeste ultraviolet zonlicht vinden om de vitamine D-productie te optimaliseren. Cyclura ricordi kan echter niet goed zien bij weinig licht vanwege de kleine hoeveelheid staafjes of lichtgevoelige cellen in de ogen.
Net als andere leguanen, bezit deze soort boven op de kop een lichtgevoelig zintuig, het zogenaamde derde oog. Dit licht getinte "oog" heeft slechts een rudimentair netvlies en lens en kan geen beelden vormen, maar is wel lichtgevoelig en in staat beweging waar te nemen. Dit dient om vijanden van boven waar te kunnen nemen, zoals aanstormende roofvogels.
Cyclura ricordi heeft net zoals andere plantenetende hagedissen te maken met het probleem van osmoregulatie: plantaardig materiaal bevat meer kalium en bezit minder voedingswaarde per gram dan dierlijk materiaal, zodat er meer van moet worden gegeten om aan de metabole behoefte van de hagedis te voldoen. Omdat Cyclura ricordi niet in staat is vloeibare urine te produceren met een hogere concentratie dan het lichaamsvocht, scheiden ze, net als vogels, nitraathoudende afvalstoffen uit in de vorm van lichaamszouten via een zoutklier. Cyclura ricordi heeft daarvoor, als aanvulling op de nierfuncties, een zoutklier ontwikkeld aan de zijkant van de neus waarmee overtollig kalium- en natriumchloride kan worden uitgescheiden.

## Voedsel
Evenals de meeste andere Cyclura-soorten, is Cyclura ricordi voornamelijk een planteneter die zich voedt met de bladeren, bloemen en vruchten van verschillende plantensoorten. Uit onderzoek in de dierentuin van San Diego bleek dat plantenzaden sneller ontkiemen als ze door het spijsverteringskanaal van Cyclura-leguanen zijn gegaan. De zaden van de vruchten die door Cyclura-leguanen worden gegeten hebben daarmee een adaptief voordeel: omdat ze sneller ontkiemen, hebben ze meer tijd te groeien voor de kortdurende regenseizoenen eindigen. Cyclura ricordi is een belangrijke verspreider van zaden naar nieuwe gebieden, met name als de vrouwtjes naar hun nestelgebieden trekken; en, als een van de grootste inheemse planteneters van Hispaniola's ecosysteem, is de soort van groot belang voor het onderhouden van een evenwicht tussen klimaat en vegetatie.

## Verspreiding en habitat
De natuurlijke habitat van Cyclura ricordi bestaat uit savanne met xerofiele vegetatie en voldoende zanderige of aardachtige grond voor het graven van holen en nesten. De ingangen van deze holen worden gewoonlijk gegraven onder dicht doorngewas, struiken, boomstronken of rotsen, en deze holen worden in de loop der tijd steeds verder uitdiept. De volwassen dieren leven voornamelijk op de grond en verschuilen zich in holen, terwijl de jonge dieren zich gewoonlijk in bomen verschuilen.
Tot 2008 dacht men dat Cyclura ricordi alleen in het zuidwesten van de Dominicaanse Republiek voorkwam: in de droge Valle de Neiba, en in het meest xerofiele deel van de laaglandkust van de Peninsula de Barahona. Deze twee populaties zijn van elkaar gescheiden door een ecologische barrière die wordt gevormd door de Sierra de Baoruco (in Haïti Massif de la Selle genaamd), waarvan de drie hoogste pieken boven de 2000 m reiken. Genetische uitwisseling tussen beide populaties kan in het verleden hebben plaatsgevonden bij het droogvallen van de kustwateren tijdens de drogere periodes van het Pleistoceen. Cyclura ricordi deelt zijn verspreidingsgebied met de neushoornleguaan (Cyclura cornuta) —die een veel groter verspreidingsgebied heeft op het eiland— en de herpetoloog Jose Ottenwalder heeft beide soorten zien ronddrijven in zoet water. Alle andere Caraïbische eilanden waar de ringstaartleguanen voorkomen herbergen slechts één enkele soort.
In 2008 werd een kleine populatie ontdekt in Anse-à-Pitre, in het zuidoosten van Haïti.

## Gedrag en voortplanting

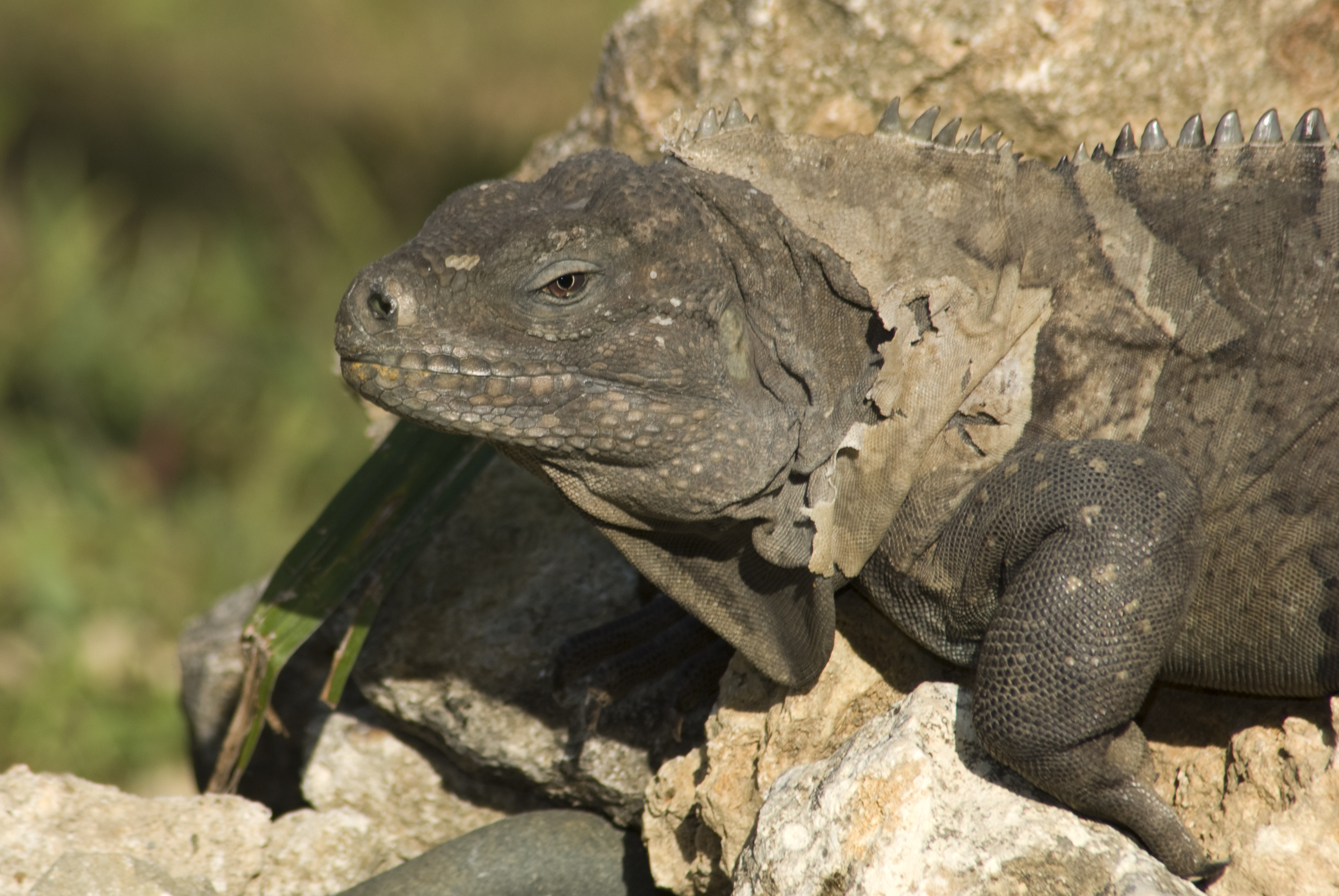
Een vervellend exemplaar.

Voortplanting vindt plaats in de periode van mei tot en met juni. De copulatie wordt voorafgegaan door een groot aantal "kopknikken" van het mannetje, dat daarna om het vrouwtje heen loopt en haar nek van achteren met zijn bek vastgrijpt. Vervolgens probeert hij het vrouwtje in bedwang te houden en zijn staart onder die van haar te positioneren voor de paring. De copulatie duurt gewoonlijk tussen 30 en 90 seconden en zal doorgaans niet vaker dan een tot twee keer per dag plaatsvinden. In juni of juli legt het vrouwtje, afhankelijk van leeftijd en grootte, twee tot achttien eieren in nestholen die ze graaft in aarde die aan de zon is blootgesteld. De incubatieperiode bedraagt ongeveer 90 tot 100 dagen, waarna deze in september of oktober uitkomen. Cyclura-eieren behoren tot de grootste van alle hagedissen.

## Bedreigingen en bescherming
In de penínusla de Barahona wordt de leguanenpopulatie bedreigd door habitatverlies ten gevolge van de expansie van landbouw en veeteelt en de productie van houtskool. De lokale bevolking bejaagt en vangt de leguanen als voedselbron; ook worden ze door geitenhoeders gedood om de ongefundeerde overtuiging dat leguanen de buik van geiten zouden openrijten met hun stekelige rugkammen. Een andere bedreiging wordt gevormd door voedselconcurrentie van verwilderd vee en predatie van jonge leguanen door katten en honden. Omdat de in het wild levende populatie slechts uit 3000 tot 4000 dieren bestaat, wordt de soort als bedreigd beschouwd.

### Bescherming
Niet-gouvernementele organisaties als Indianapolis Zoo en International Iguana Foundation zijn al jaren betrokken bij het natuurbehoud in de Dominicaanse Republiek en andere Caraïbische landen, onder meer bij de studie en conservatie van Cyclura ricordi. De programma's van deze organisaties hebben tot doel de leguanen en hun leefgebied in de Caraïben te behouden door een combinatie van lokale conservatiemaatregelen, fokprogramma's van in gevangenschap levende leguanen, voorlichting en wetenschappelijk onderzoek.